# SpVgg Hochheide
SpVgg Hochheide – nieistniejący niemiecki klub piłkarski, mający siedzibę w mieście Duisburg, w kraju związkowym Nadrenia Północna-Westfalia, działający w latach 1919–1969.

## Historia
- 1919 - został założony jako SV Hochheide
- 1922 - połączył się z SC Union Homberg
- 1923 - odłączenie się od klubu jako SpVgg 19 Hochheide (Sportvereinigiung 19 Homberg-Hochheide)
- 1943 - połączył się z TV 1889 Hochheide (Turnverein 1889 Hochheide) tworząc SG Hochheide
- 1945 - został rozwiązany
- 1945 - został na nowo założony jako SpVgg 1889/1919 Hochheide
- 1969 - połączył się z Homberger SV tworząc VfB Homberg

## Sezony
- 1947/48 (III) Bezirksliga Niederrhein 1 miejsce (mistrz, awans do Landesligi Niederrhein)
- 1948/49 (II) Landesliga Niederrhein Gruppe 3. 7 miejsce (spadek, od sezonu 1949/50 Landesliga Niederrhein będzie 3. poziomem rozgrywek)
- 1949/50 (III) Landesliga Niederrhein Gruppe 2. 7 miejsce
- 1950/51 (III) Landesliga Niederrhein Gruppe 2. 12 miejsce
- 1951/52 (III) Landesliga Niederrhein Gruppe 1. 11 miejsce
- 1952/53 (III) Landesliga Niederrhein Gruppe 2. 4 miejsce
- 1953/54 (III) Landesliga Niederrhein Gruppe 2. 2 miejsce
- 1954/55 (III) Landesliga Niederrhein Gruppe 2. 9 miejsce
- 1955/56 (III) Landesliga Niederrhein Gruppe 2. 3 miejsce (przeniesiony do nowej Verbandsligi Niederrhein)
- 1956/57 (III) Verbandsliga Niederrhein 2 miejsce
- 1957/58 (III) Verbandsliga Niederrhein 6 miejsce
- 1958/59 (III) Verbandsliga Niederrhein 4 miejsce
- 1959/60 (III) Verbandsliga Niederrhein 6 miejsce
- 1960/61 (III) Verbandsliga Niederrhein 8 miejsce
- 1961/62 (III) Verbandsliga Niederrhein 12 miejsce
- 1962/63 (III) Verbandsliga Niederrhein 15 miejsce (spadek do Landesligi)
- ---- reorganizacja rozgrywek piłkarskich w Niemczech ----
- 1963-64 (IV) Landesliga Niederrhein Gruppe 2. 5 miejsce
- 1964-65 (IV) Landesliga Niederrhein Gruppe 2. 8 miejsce
- 1965-66 (IV) Landesliga Niederrhein Gruppe 2. 11 miejsce
- 1966-67 (IV) Landesliga Niederrhein Gruppe 2. 8 miejsce
- 1967-68 (IV) Landesliga Niederrhein Gruppe 2. 3 miejsce
- 1968-69 (IV) Landesliga Niederrhein Gruppe 2. 16 miejsce (połączył się z Homberger SV tworząc VfB Homberg)

## Sukcesy
- 1 sezon w Landeslidze Niederrhein (2. poziom): 1948/49.
- 1 sezon w Bezirkslidze Niederrhein (3. poziom): 1947/48.
- 7 sezonów w Landeslidze Niederrhein (3. poziom): 1949/50-55/56.
- 7 sezonów w Verbandslidze Niederrhein (3. poziom): 1956/57-62/63.
- 6 sezonów w Landeslidze Niederrhein (4. poziom): 1963/64-68/69.
- mistrz Bezirksliga Niederrhein (3. poziom): 1948 (awans do Landesligi Niederrhein)
- wicemistrz Landesliga Niederrhein Gruppe 2 (3. poziom): 1954
- wicemistrz Verbandsliga Niederrhein (3. poziom): 1957